# كندا في الألعاب الأولمبية الصيفية 1900
شارك الرياضيون الكنديون لأول مرة في الأولمبياد من خلال دورة الألعاب الأولمبية الصيفية 1900. شارك أربعة كنديون في هذه الدورة، وكان جورج أورتن هو أول كندي يفوز بميدالية، حيث احتل المركز الأول في سباق 2500 متر موانع. واحتل لاحقًا المركز الثالث في سباق 400 متر حواجز والخامس في سباق 4000 متر حواجز.

## الحاصلون على ميداليات
| ميدالية | اسم        | رياضة       | حدث                   |
| ------- | ---------- | ----------- | --------------------- |
| ذهبية   | جورج أورتن | ألعاب القوى | 2500 متر حواجز – رجال |
| برونزية | جورج أورتن | ألعاب القوى | 400 متر حواجز – رجال  |